# Cordobia
Cordobia es un género de plantas con flores monotípico perteneciente a la familia Malpighiaceae. Su única especie Cordobia argentea es originaria de Sudamérica.

## Taxonomía
El género fue descrito por Franz Josef Niedenzu  y publicado en Verzeichnis der Vorlesungen am Koniglichen Akademie zu Braunsberg  1912-1913: 41-42 en el año 1913.  La especie tipo es Cordobia argentea (Griseb.) Nied. fue publicada  con el género
Sinonimia
- Cryptolappa argentea (Griseb.) Kuntze
- Gaudichaudia argentea (Griseb.) Chodat